# Історія фентезі

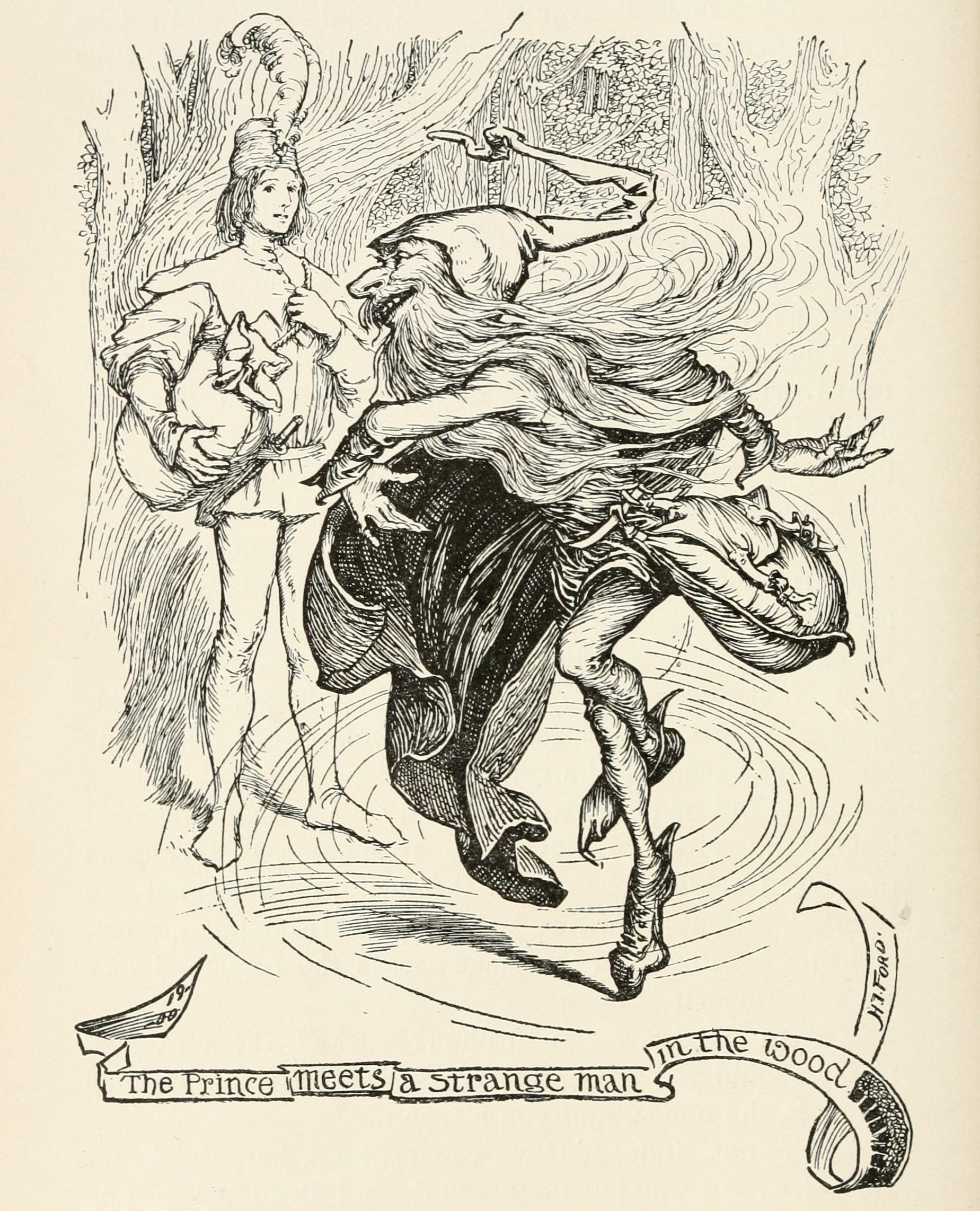
Фіолетова казкова книга (1906)

Елементи надприродного і фантастичного були елементом літератури від її початку. Сучасний жанр відрізняється від казок і фольклору, які містять фантастичні елементи, по-перше, визнанням вигаданого характеру твору, по-друге, зазначенням автора. Твори, в які не обов'язково вірили в дива чи лише наполовину, як-от європейські лицарські романи та оповідання «Тисяча й одна ніч», повільно еволюціонували у твори з такими рисами. Такі автори, як Джордж Макдональд (1824—1905), створили перші явно фантастичні твори.
Пізніше, у двадцятому столітті, публікація «Володаря перснів» Дж. Р. Р. Толкієна надзвичайно вплинула на фентезійну творчість, започаткувавши форму епічного фентезі. Це також значною мірою сприяло утвердженню жанру фентезі як комерційно відмінного та життєздатного. І сьогодні фентезі продовжує виглядати широким, багатошаровим середовищем, що охоплює багато піджанрів, включаючи традиційне високе фентезі, меч і чари, магічний реалізм, казкове фентезі та темне фентезі з відтінками жахів.

## Відмінності фентезі від ранніх фантастичних творів

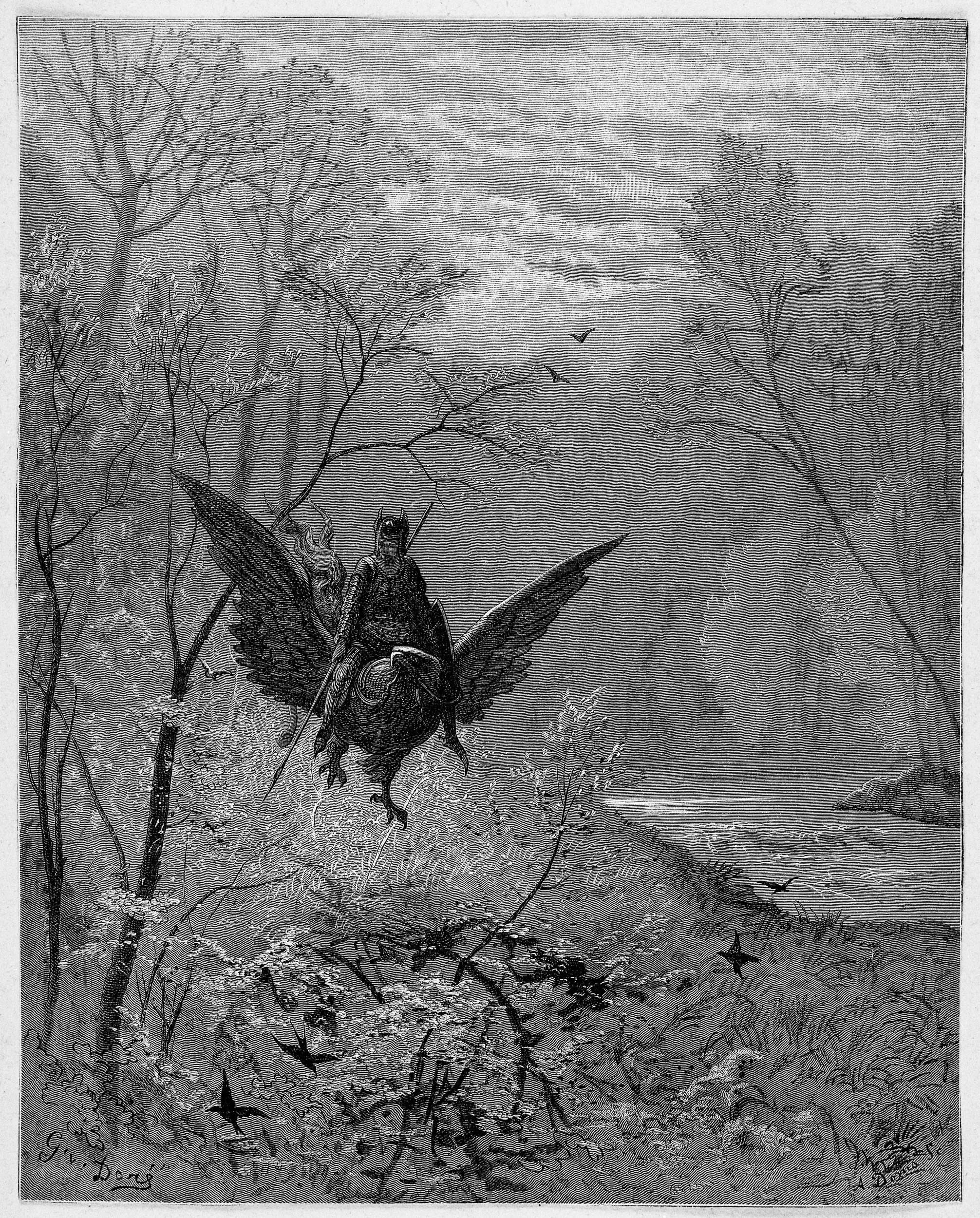
Ілюстрація до Несамовитого Роланда Ґюстава Доре із зображенням гіпогрифа, чудовиська, якого немає у фольклорі

Навіть найфантастичніші міфи, легенди та казки відрізняються від сучасного жанру фентезі трьома аспектами: Сучасне жанрове фентезі постулює іншу реальність, або фантастичний світ, відокремлений від нашого, або приховану фантастичну сторону нашого власного світу. Крім того, правила, географія, історія тощо цього світу мають тенденцію бути визначеними, навіть якщо вони не описані прямо. Традиційні фантастичні казки відбуваються в нашому світі, часто в минулому або в далеких, невідомих місцях. Він рідко описує місце або час з якоюсь точністю, часто кажучи просто, що це сталося «давно і далеко» (сучасний, раціоналізований аналог цих історій можна знайти в казках «Загублений світ» ХІХ та ХХ століть).
Друга відмінність полягає в тому, що надприродне у фентезі за задумом є вигаданим. У традиційних казках ступінь, до якої автор вважав надприродне реальним, може охоплювати спектр від легенд, прийнятих за реальність, до міфів, які розуміються як опис складнішої реальності зрозумілими термінами, до пізніх, навмисно-фіктивних літературних творів.
Нарешті, фантастичні світи сучасного фентезі створюються автором або групою авторів, часто з використанням традиційних елементів, але зазвичай в новому аранжуванні та з індивідуальною інтерпретацією. Традиційні казки з елементами фентезі використовували знайомі міфи та фольклор, а будь-які відмінності від традиції вважалися варіаціями на тему; традиційні казки ніколи не мали на меті бути відокремленими від місцевого надприродного фольклору. Переходи між традиційним і сучасним видами фантастичної літератури очевидні в ранніх готичних романах, історіях про привидів, які були в моді в ХІХ столітті, і романтичних романах, усі з яких широко використовували традиційні фантастичні мотиви, але підпорядковували їх авторським концепціям.
За одним стандартом, жоден твір, створений до визначення жанру фентезі, не може вважатися таким, що належить до нього, незалежно від того, скільки фантастичних елементів він містить. З іншого боку, жанр включає весь спектр фантастичної літератури, як сучасного жанру, так і його традиційних попередників, оскільки багато елементів, які трактувалися як істинні (або принаймні не явно неправдиві) попередніми авторами, є цілком вигаданими та фантастичними для сучасних читачів. Але навіть за більш обмеженим визначенням необхідний повний аналіз історії фантастичного в літературі, щоб показати витоки сучасного жанру. Традиційні твори містять значні елементи, якими сучасні автори фентезі широко черпали натхнення у своїх творах.

## Розвиток фантазії

### Романи

Дівчина зі святого Граеля, Данте Габрієль Россетті: середньовічний роман

Зі збільшенням рівня навчання в середньовічну європейську епоху до попередніх міфів і легенд приєдналася літературна фантастика. Серед перших жанрів фантастики виник роман. Цей жанр охоплював фентезі, і не просто дотримувався традиційних міфів і байок, але в своїй остаточній формі додав нові фантастичні елементи. Роман спочатку стосувався традиційних тем, насамперед трьох тематичних циклів оповідань, зібраних в уяві пізніше як «Справа Риму» (зосереджується на військових героях, таких як Александр Македонський і Юлій Цезар), «Справа Франції» (Карл Великий і Роланд, його головний паладин) і «Справа Британії» (життя та вчинки короля Артура та Лицарів Круглого столу, в рамках яких були включені пошуки Святого Грааля), хоча низка «нециклічних» романів також досягла велику популярність.
Самі романи були вигаданими, але такі казки, як «Валентин і Орсон», «Гійом де Палермський» і «Ланселот-Грааль», були лише початком жанру фентезі, поєднуючи реалізм і фентезі.
Романтика продовжувала бути популярною в епоху Відродження. Тенденція була до більш фантастичної белетристики. Англійська «Смерть Артура» сера Томаса Мелорі (прибл. 1408 –1471), написаний прозою; цей твір домінує в літературі Артура, його часто розглядають як канонічна форма легенди. Після його публікації артурівські мотиви постійно з'являлися в літературі, хоча вони були сумішшю фантастичних і нефантастичних творів. У той час він та іспанський «Амадис Гальський» (1508) (також проза) породили багатьох наслідувачів, і цей жанр був добре сприйнятий народом, створивши такі шедеври поезії Відродження, як «Орландо лютий» Лудовіко Аріосто та «Вільний Герусалим» Торквато Тассо. Розповідь Аріосто з її безкінечно мандрівними героями, багатьма чудесами та пригодами була вихідним текстом для багатьох фантазій про пригоди. Жанр фентезі був однозначно відкритим з такими творами, як «Амадіс із Галлії» та «Палмерін з Англії», оскільки чудеса в них розгортаються, щоб вразити та здивувати читацтво.

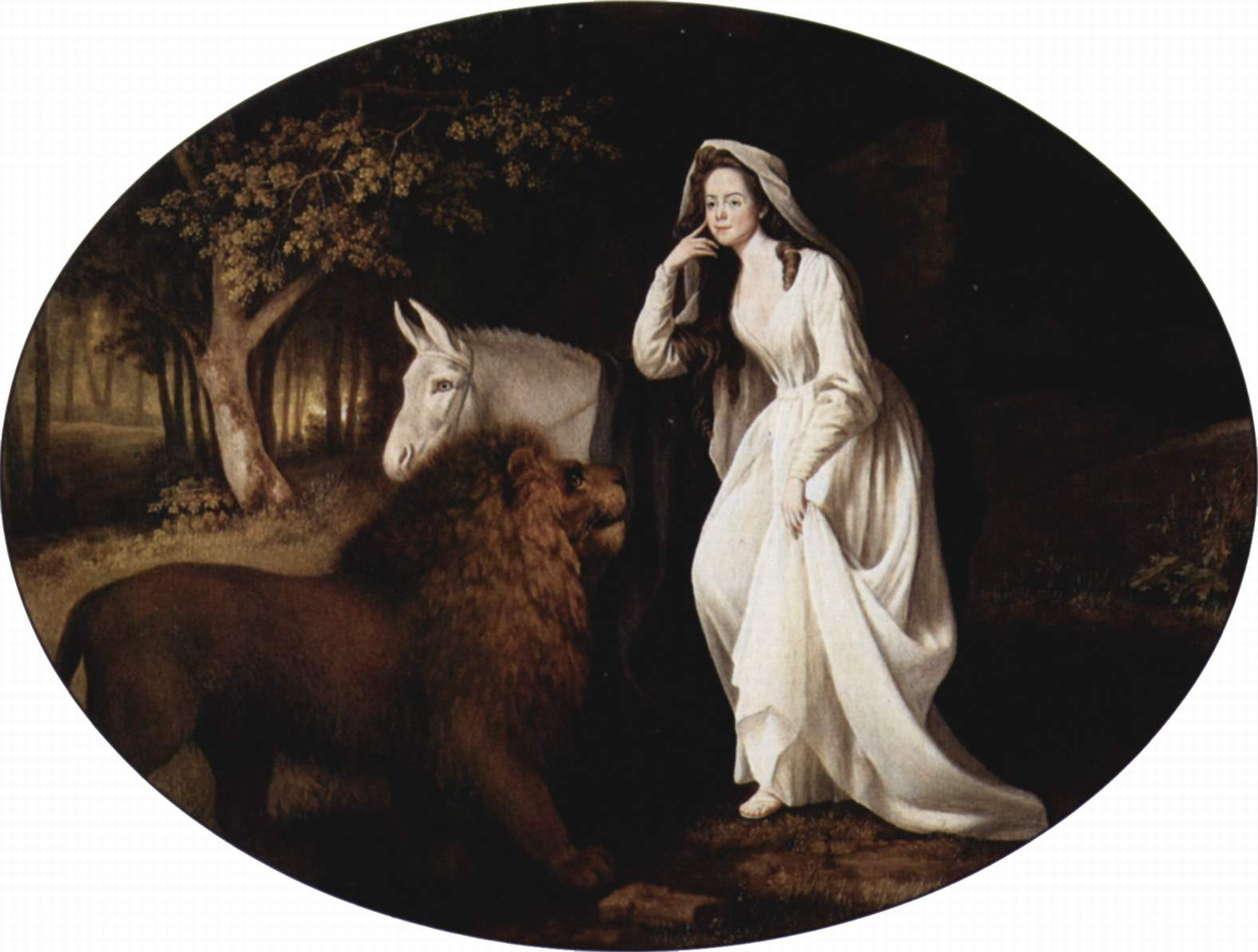
Портрет Ізабелли Солтонстолл у ролі Уни, персонажа з «Королеви фей», художник Джордж Стаббс.

Один англійський роман — «Королева фей» Едмунда Спенсера. Вірш глибоко алегоричний і алюзійний. Проте якщо не згадати алегорію, то дія нагадує типовий лицарський роман, що включає лицарські поєдинки та битви з велетнями та чаклунами. Це, мабуть, перший твір, у якому більшість персонажів не люди, а ельфи (хоча різниця начебто невелика). Згадуються також війни між гоблінами та ельфами, яким судилося велике майбутнє у фентезі.
Повість про Дон Кіхота глибоко сатиризувала традиційні романи та допомогла закінчити цей період романтики, хоча цьому сприяли інші історичні тенденції в художній літературі. Проте, великі піджанри у сфері фентезі виникли з жанру романтики або безпосередньо, або через їхнє наслідування останнім письменником-фантастом Вільямом Моррісом.

### Просвітництво

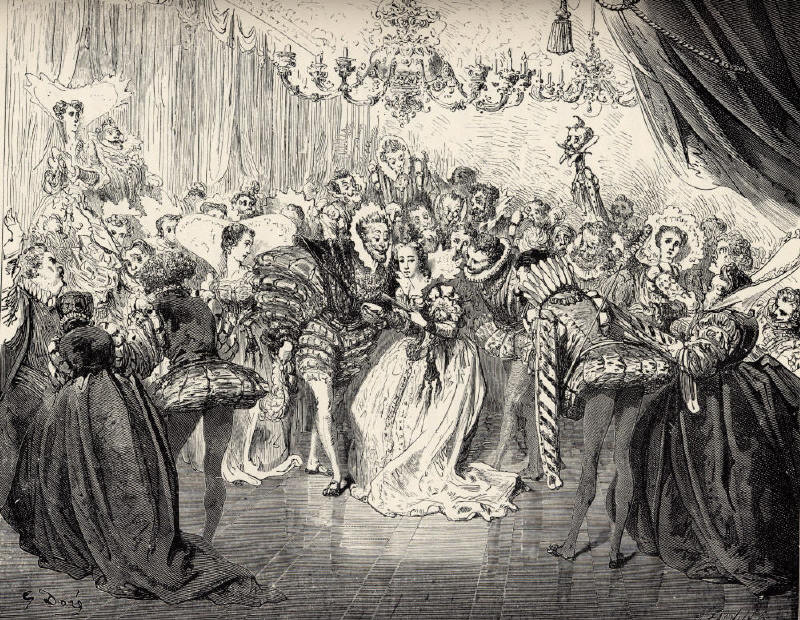
Ілюстрація Гюстава Доре до «Попелюшки» Перро

Літературні казки, наприклад, написані Шарлем Перро (1628—1703) і Мадам д'Ольнуа (бл. 1650—1705), стали дуже популярними на початку епохи Просвітництва. Багато казок Перро стали основними казками і вплинули на фентезі як таке. Дійсно, коли мадам д'Ольнуа назвала свої твори contes de fée (казки), вона винайшла термін, який зараз зазвичай використовується для цього жанру, таким чином відрізняючи такі казки від тих, які не містять чудес. Це вплине на пізніших письменників, які так само сприймали народні казки в епоху романтизму.
Кілька фентезі, орієнтованих на дорослих читачів, також були опубліковані у Франції XVIII століття, в тому числі «contes philosophique» Вольтера «Вавилонська принцеса» (1768) і «Білий бик» (1774), а також фаустівський роман Жака Казотта «Закоханий диявол».
Ця епоха, однак, була особливо ворожою до фантазії. Письменники нових типів художньої літератури, такі як Дефо, Річардсон і Філдінг, мали реалістичний стиль, і багато ранніх реалістичних творів критично ставилися до фантастичних елементів у художній літературі. Окрім кількох казок про чаклунство та історій про привидів, у той час було написано дуже мало фентезі. Навіть дитяча література бачила мало фантазії; він мав на меті повчання і оскаржував казки як брехню.
З одного боку, це був важливий етап у розвитку фентезі як жанру. Розвиток реалістичного жанру забезпечив те, що фентезі можна було визначити як окремий тип, навпаки.

### Романтизм

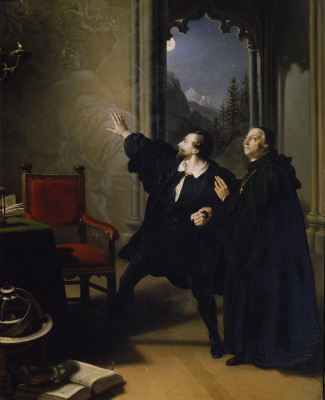
Манфред лорда Байрона

У відповідь на культ Розуму епохи Просвітництва романтизм високо цінував надприродне, традиції та уяву разом із епохою, в якій вони мали панувати — Середньовіччям. Ці риси охоче запозичували традиційні елементи фантастичного. Романтики посилалися на середньовічну романтику як на виправдання творів, які вони хотіли створити, на відміну від реалістичного тиску Просвітництва; вони не завжди були фантастичними, іноді просто малоймовірними, але виправдання використовувалося навіть з фантазії.
Одним із перших літературних результатів цього захоплення був готичний роман, літературний жанр, який почався в Британії з «Замку Отранто» (1764) Гораса Волпола. Це попередник як сучасного фентезі, так і сучасної фантастики жахів і, перш за все, привів до загального визначення «готики» як пов'язаної з темним і жахливим. Визначними рисами готичних романів були жах, таємниця, надприродне, привиди, будинки з привидами, замки, люки, загибель, смерть, розпад, божевілля, спадкові прокляття тощо. Жанр у цей момент пронизувала фантастична, схожа на мрію атмосфера. Готичні казки допускали, але не вимагали, елемент надприродного. Деякі історії, здавалося, містили такі елементи, а потім пояснювали їх. Цей жанр перетинав межу між фентезі та нефентезі, але багато його елементів, зокрема особливих будинків, які були стародавніми, належали шляхтичам і були часто охоплені легендами, були включені в сучасне фентезі.
Особливе значення для розвитку жанру мало те, що готичні письменники використовували новелістичні прийоми та любов, такі як Дефо, а не літературний стиль роману, а також для вираження настроїв персонажів почали використовувати пейзаж.
З іншого боку, готика все ще стримувала чисту фантастику. У «Замку Отранто» Волпол представив твір як переклад; тому фіктивний оригінальний автор відповідає за його фантастичні елементи, від яких Волпол дистанціюється. Одним із відомих готичних романів, який також містить велику кількість елементів фентезі (похідних від «Арабських ночей»), є Ватек Вільяма Томаса Бекфорда.
Інтерес романтиків до середньовіччя вилився в пожвавлення інтересу до літературної казки. Традиція, започаткована Джованні Франческо Страпарола та Джамбаттіста Базіле та розвинена Шарлем Перро та французькими прецієсами, була підхоплена рухом німецького романтизму. Фрідріх де ла Мотт Фуке створив історії середньовіччя, такі як «Ундіна» (1811) та «Сінтрам і його товариші» (1815), які згодом надихали британських письменників, таких як Макдональд і Морріс. Такі казки Е. Т. А. Гофмана, як «Золотий горщик» (1814) і «Лускунчик і Мишачий король» (1816) були помітним доповненням до канону німецького фентезі. Збірка Людвіга Тіка «Phantasus» (1812—1817) містила кілька коротких казок, у тому числі «Ельфи».
У Франції головними авторами фентезі епохи романтизму були Шарль Нодьє, який написав «Смарра» (1821) і «Трілбі» (1822) і Теофіл Готьє в таких оповіданнях, як «Омфал» (1834) і «Одна з ночей Клеопатри» (1838) і пізніший роман «Дух» (1866).
У Британії Сара Колрідж також написала фентезійний роман «Фантазміон» (1837), описаний як «перший роман-казка, написаний англійською мовою».

## Сучасне фентезі
Сучасний жанр фентезі вперше пустив коріння у XVIII столітті зі збільшенням популярності вигаданих оповідань мандрівників, впливаючи та зазнаючи впливу інших ранніх форм фантастики, нарешті розгорнувшись у ХІХ столітті з літературного гобелена фантастичних історій та отримавши визнання як окремий жанр (головним чином завдяки майже повсюдному спаду фантастичних елементів із «основної» фантастики) наприкінці ХІХ століття.

### До Толкіна

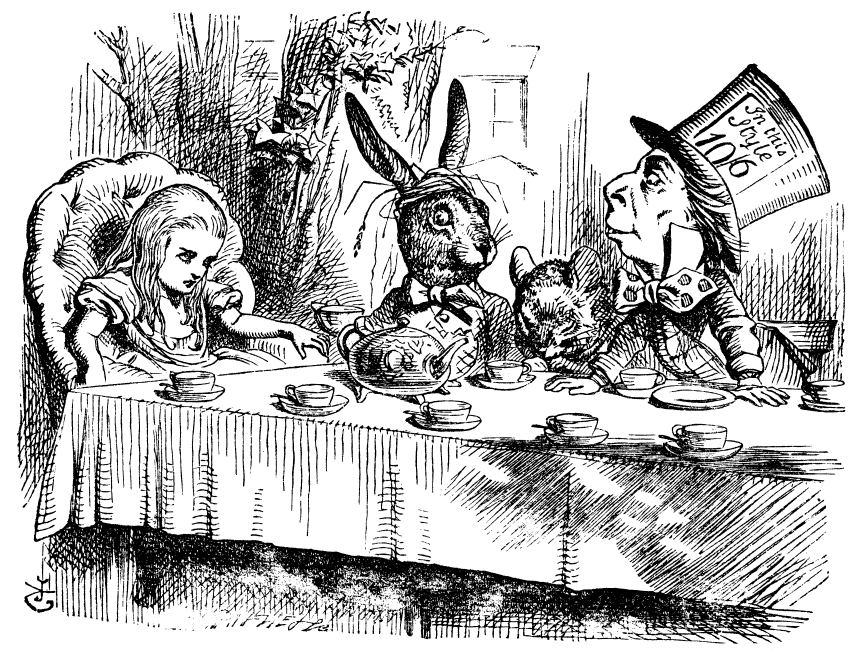
Ілюстрація Джона Тенніла до «Божевільного чаювання», 1865 рік

У ранню вікторіанську епоху історії продовжували розповідати з використанням фантастичних елементів, у які вірили менше. Чарльз Діккенс написав «Різдвяну пісню», використовуючи романні характеристики, щоб зробити свою історію про привидів правдоподібною; Скрудж спочатку сумнівається в реальності привидів, підозрюючи, що вони є його власною уявою, пояснення, яке ніколи остаточно не спростовується.
Традиція казки продовжилася в руках таких авторів, як Вільям Мейкпіс Теккерей, але «Троянда і перстень» показали багато елементів пародії. Однак Ганс Крістіан Андерсен започаткував новий стиль казок, оригінальні казки, розказані серйозно. Виходячи з цього, Джон Раскін написав «Короля Золотої Річки», казку, яка використовує нові рівні характерів, створюючи в Південно-Західному Вітрі запального, але доброго персонажа, схожого на пізнішого Ґандальфа.
Наприкінці ХІХ — на початку ХХ століття почало формуватися сучасне фентезі. Історія сучасної фентезійної літератури починається з Джорджа Макдональда, шотландського автора таких романів, як «Принцеса і гоблін» і « Фантасти», останній з яких вважається першим фентезійним романом, коли-небудь написаним для дорослих. Макдональд також написав одне з перших критичних есе про жанр фентезі, «Фантастичне уявлення», у своїй книзі «Страва з орту» (1893). Макдональд мав великий вплив як на Дж. Р. Р. Толкіна, так і на К. С. Льюїса.

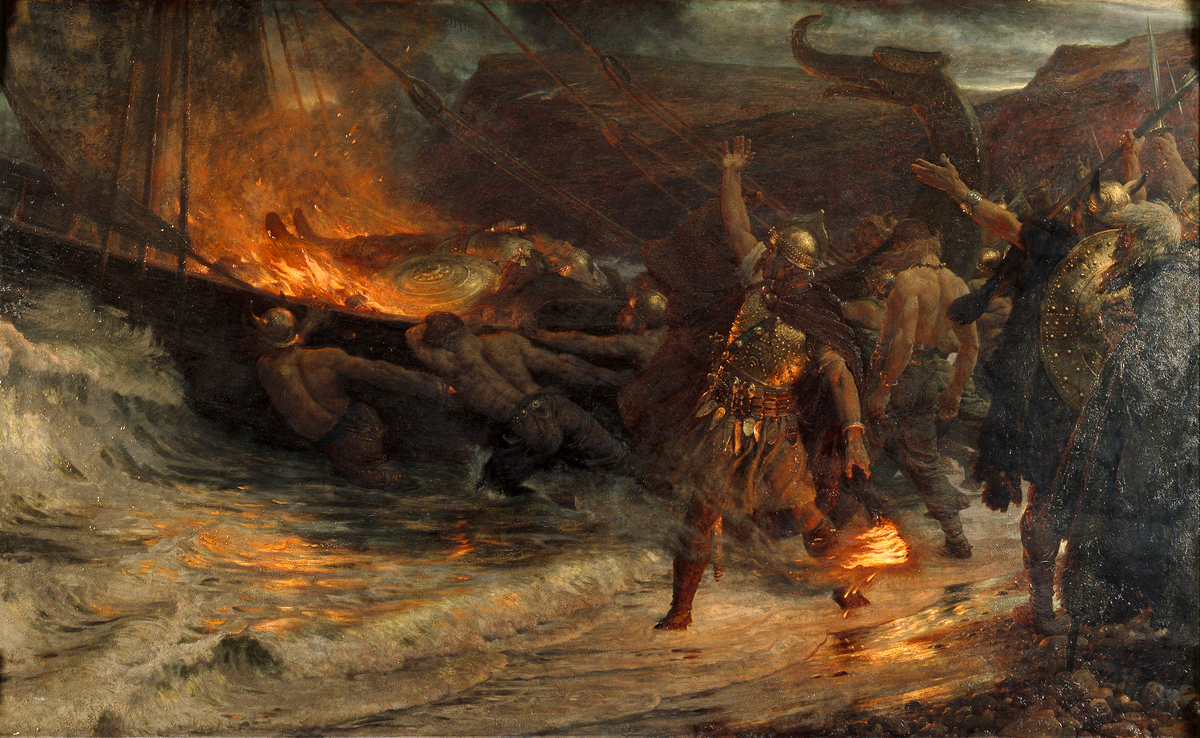
Похорон вікінга Френка Бернарда Діксі: Вплив романтизму та традиційних історій на вікторіанське фентезі означало, що це вплинуло на фентезі як жанр.

Іншим великим автором фентезі цієї епохи був Вільям Морріс, соціаліст, шанувальник середньовіччя, відроджувач британських ремесел і поет, який написав кілька фантастичних романів і романів у другій половині століття, з яких найвідоміший була «Криниця на краю світу». Його глибоко надихали середньовічні романи та саги; його стиль був нарочито архаїчним, заснованим на середньовічних романсах. У багатьох відношеннях Морріс був важливою віхою в історії фентезі, тому що, в той час як інші письменники писали про чужі країни чи світи мрій, твори Морріса були першими, дія яких розгорталася в повністю вигаданому світі: фантастичному світі.
Ці фантастичні світи були частиною загальної тенденції. Ця епоха започаткувала загальну тенденцію до більш узгоджених і змістовних фантастичних світів. У ранніх творах часто з'являється самотня особа, чиї пригоди у фантастичному світі мають особисте значення, і де світ явно існує, щоб надати простір цим пригодам, а в пізніших творах частіше з'являються персонажі в соціальній мережі, де їхні дії спрямовані на порятунок світ і ті, хто в ньому, від небезпеки. У «Phantastes», наприклад, Джордж Макдональд має наставника, який пояснює героєві, що моральні закони є такими самими у світі, в який він збирається увійти, і у світі, з якого він прийшов; це надає ваги та важливості його діям у цьому світі, якими б фантастичними вони не були.
Такі автори, як Едгар Аллан По та Оскар Вайлд (у «Портреті Доріана Ґрея») також розвивали фентезі, розповідаючи казки жахів, окрему галузь фентезі, яка мала великий вплив на Говарда Лавкрафта та інших авторів жанру темного фентезі. Вайлд також написав велику кількість дитячих фантазій, зібраних у книгах «Щасливий принц та інші історії» (1888) і «Будинок з гранатами» (1891).
Незважаючи на майбутній вплив Макдональда та популярність Морріса в той час, лише на початку ХХ століття фантастична література почала досягати великої аудиторії з такими авторами, як лорд Дансані, який, наслідуючи приклад Морріса, писав фантастичні романи, але й у формі оповідання. Він був особливо відомий своїм яскравим і яскравим стилем. Його стиль дуже вплинув на багатьох письменників, не завжди щасливо; Урсула Ле Гуїн у своєму есе про стиль у фентезі «Від Ельфландії до Покіпсі» хиро назвала лорда Дунсані «першою жахливою долею, яка чекає на необережних початківців у фентезі», натякаючи на молодих письменників, які намагалися писати в стилі лорда Дунсані. С. Т. Джоші стверджує, що робота Дунсані мала ефект відокремлення фентезі — режиму, за допомогою якого автор створює власну сферу чистої уяви — від надприродного жаху. З фундаменту, який він заснував, виникли пізніші роботи Е. Р. Еддісона, Мервіна Піка та Дж. Р. Р. Толкіна.
За словами історика Майкла Салера, фантастика вступила в новий етап у 1880-1890-х роках як наслідок підйому світського суспільства, де уява в літературі була звільнена від впливу церкви. Це дозволило письменникам поєднати естетичну літературу зі свободою нової романської літератури та прийомами, які використовувалися в літературному реалізмі.
Генрі Райдер Гаґґард розробив традиційний піджанр Загубленого світу, який інколи включав фентезійні твори, як-от у власній Хаґґардовій «Вона». Оскільки Африка все ще була майже невідома європейським письменникам, вона відкривала простір для цього типу. Інші письменники, включно з Едгаром Райсом Берроузом і Абрахамом Меррітом, спиралися на конвенцію.

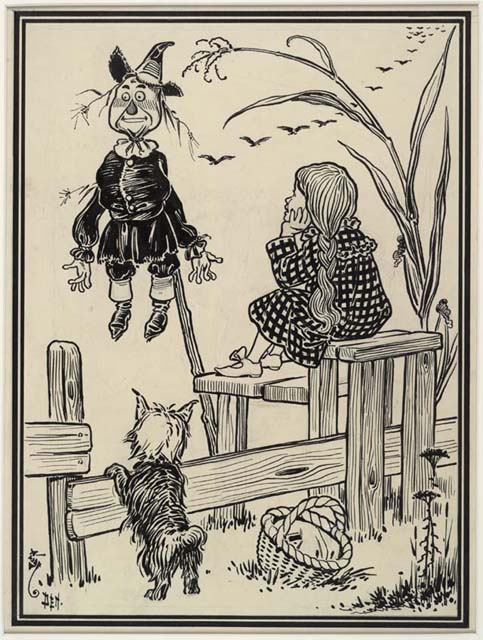
Ілюстрація з першого видання «Чарівника країни Оз».

Приблизно в цей час також були опубліковані кілька класичних дитячих фентезі, таких як «Аліса в країні чудес» Льюїса Керролла, «Пітер Пен» Джеймса Баррі, «Чарівник країни Оз» Френка Баума, а також роботи Едіт Несбіт та Френка Стоктона. Дійсно, К. С. Льюїс зауважив, що на початку ХХ століття фентезі було більш прийнятним у дитячій літературі, і тому письменник, який цікавився фентезі, часто писав у ньому, щоб знайти аудиторію, незважаючи на концепції, які могли б скласти твір для дорослих.
У цей час ще не була встановлена термінологія жанру. Багато фентезі були названі казками, у тому числі «Щасливий лицемір» Макса Бірбома та «Фантастики» Макдональда. Лише в 1923 році термін «фантаст» використовувався для опису письменника (у цьому випадку Оскара Вайлда), який писав фентезі. Назва «фентезі» була розроблена пізніше; аж до «Гоббіта» Дж. Р. Р. Толкіна все ще використовувався термін «казка».
Важливим фактором у розвитку жанру фентезі стала поява журналів, присвячених фентезі. Першою такою публікацією був німецький журнал Der Orchideengarten, який виходив з 1919 по 1921 рік. У 1923 році був створений перший англомовний фантастичний журнал ["[Weird Tales]]". Згодом з'явилося багато інших подібних журналів, особливо Unknown (AKA Unknown Worlds) і The Magazine of Fantasy & Science Fiction. У той час на піку своєї популярності був формат pulp-журналу, що зіграв важливу роль у поширенні фантастики та фентезі для широкої аудиторії як у США, так і в Британії. Такі журнали також зіграли велику роль у підйомі наукової фантастики, і саме в цей час два жанри почали асоціюватися один з одним.

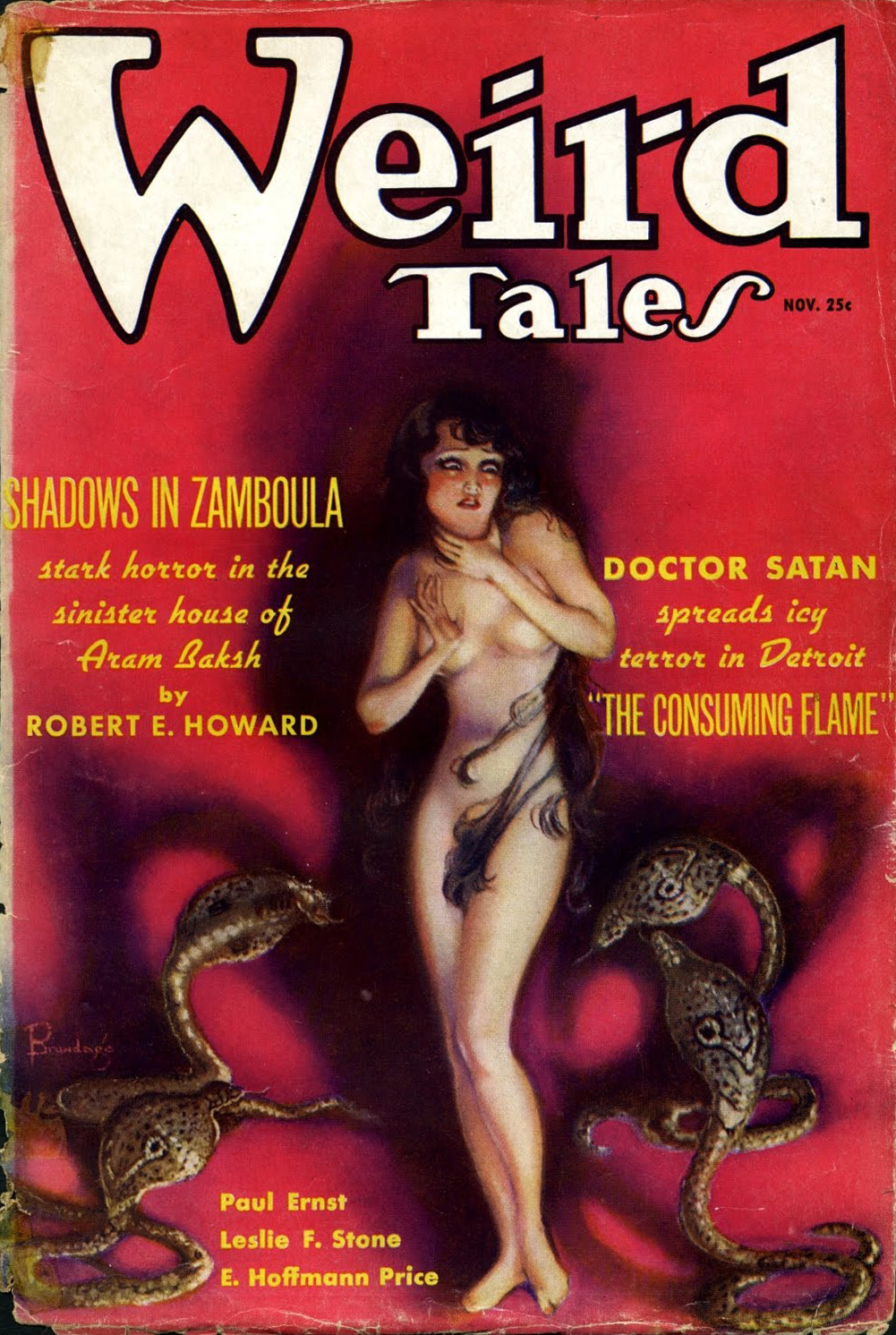
Weird Tales публікували твори таких авторів, як Роберт Е. Говард

У цей час також почали свою кар'єру в цих журналах кілька найвидатніших авторів цього жанру, зокрема Кларк Ештон Сміт, Фріц Лайбер і Рей Бредбері. Ранні роботи багатьох авторів меча і чар, таких як Роберт Говард, теж в них друкуються. До 1950 року меч і магія почали знаходити широку аудиторію завдяки успіху «Конана-варвара» Говарда та оповідань Фріца Лайбера «Фафхрд і Сірий Маузер». Твори Говарда, особливо Конан, повинні були мати помітний, навіть визначальний вплив на піджанр меча та чар. Це були казки про яскраві, масштабні дії та пригоди, і після твору Толкіна найпопулярніші твори фентезі. Оповідання Лейбера були особливо відзначені незвичайним для того часу реалізмом; «Невідомий» розвинув цю рису, оскільки багато історій у ньому демонструють достовірність і реалізм. Як Морріс і Еддісон до нього, Лейбер продовжив традицію спиратися на північноєвропейські легенди та фольклор. К. Л. Мур була одним із перших наслідувачів Говарда з «Поцілунком чорного бога», в якому вона познайомила Джирель із Джойрі та головну героїню з мечем і чарами. За словами Гарі Лахмана, значний вплив на деяких із найвідоміших імен у фентезі та науковій фантастиці епохи пульпи справила Олена Блаватська.
За межами пульп-журналів кілька американських письменників використовували засоби фентезі для гумористичних і сатиричних цілей, у тому числі Джеймс Бренч Кебелл (чий роман 1919 року «Юрген» став предметом невдалого судового переслідування за непристойність), Торн Сміт з «Топпером» (1926) і «Поворотом» (1931), і Чарльз Фінні, автор «Цирку доктора Лао» (1935).
У Британії після Першої світової війни було опубліковано надзвичайно велику кількість фентезійних книжок, орієнтованих на дорослу аудиторію, зокрема «Ті, які живуть наодинці» Стелли Бенсон, «Подорож до Арктуру» Дейвіда Ліндсі, «Леді в Лисиці» автора Девід Гарнетт, «Луд-в-тумані» Гоуп Мірліз і «Лоллі Віллоуз» Сільвії Таунсенд Ворнер. Ще одним впливовим письменником, який писав у цю епоху був Е. Р. Еддісон. Він, як і Морріс, черпав натхнення з північних саг але його стиль прози був більшою мірою взірець Тюдорів та Єлизаветинської англійської мови, а його історії були наповнені яскравими персонажами у славетних пригодах. Найвідоміший твір Еддісона — «Черв'як Уроборос», довге героїчне фентезі про уявну версію планети Меркурій. Його персонажі часто відрізнялися великими здібностями і знатним, якщо не королівським походженням. Цими персонажами захоплювалися за його роботу над створенням своїх лиходіїв, зокрема більш яскравих персонажів, ніж у Толкіна. Інші помітили, що хоча популярно зображувати великого світу, який топче нижчі класи, його персонажі часто ставляться до своїх підданих із зарозумілістю та зухвалістю, і це зображується як частина їхньої величі. Дійсно, наприкінці «Черв'яка Уробороса» герої, знайшовши мир скучним, моляться й домагаються відродження своїх ворогів, щоб вони могли піти й битися з ними знову, незважаючи на втрати, які матиме така війна. Декілька з цих письменників (включаючи Еддісона, Ліндсі та Міррліса) перевидали свої фентезійні твори протягом 1960-х і 1970-х років.
У 1938 році, опублікувавши «Меч у камені», Т. Х. Вайт представив один із найвидатніших творів комічного фентезі. Цей штам продовжувався у таких письменників, як Л. Спрег де Кемп.
Літературні критики тієї епохи почали цікавитися «фентезі» як жанром письма, а також стверджувати, що це жанр, який заслуговує серйозної уваги. Герберт Рід присвятив розділ своєї книги «Стиль англійської прози» (1928) обговоренню «фентезі» як аспекту літератури, стверджуючи, що воно несправедливо вважалося придатним лише для дітей: «Західний світ, здається, не усвідомлював необхідності казок для дорослих». Едвард Ваґенкнехт також обговорював елементи фентезі як у дитячій, так і в художній літературі для дорослих у своїй статті 1946 року «Маленький принц верхи на білому олені».

### Толкін
Поява високого фентезі, зокрема «Гоббіта» і «Володаря перснів» Дж. Р. Р. Толкіна, нарешті дозволило фентезі по-справжньому увійти в мейнстрім. Толкін опублікував «Гоббіта» у 1937 році, а «Володаря кілець» у 1950-х роках; у той час як перший був казковим фентезі, другий був епічним фентезі, яке розширювало основу сюжету «Гоббіта». Хоча твори Толкіна мали успіх у Британії, лише наприкінці 1960-х років вони нарешті стали популярними в Америці завдяки зростанню контркультури. На початку 1960-х відновився інтерес до меча та чаклунства, і видавці добували целюлозу для старих історій, щоб передрукувати їх разом із обмеженою кількістю нового матеріалу. У попиті на більше, редактор наукової фантастики Ace Books Дональд Воллгайм відчув, що тричастинний роман Толкіна має достатньо спільних елементів із мечем і магією, щоб він сподобався читачам останнього, після чого він опублікував неавторизоване видання в м'якій палітурці. У анотації на першій сторінці вона була описана як «книга про меч і магію, яку кожен може прочитати із захопленням і задоволенням». Але читачі книги виходять далеко за межі фанатів меча та чаклунства. До кінця 1968 року «Володар перснів» було продано понад 3 мільйони копій в Америці. Його несподіваний успіх змусив американських видавців швидко перевидати велику кількість старих, часто незрозумілих фантастичних романів, що призвело до запізнілого успіху.
Важко переоцінити вплив «Володаря кілець» на жанр фентезі; у деяких відношеннях він затопив усі твори фентезі, які були написані до нього, і, безсумнівно, створив «фентезі» як маркетингову категорію. Він створив величезну кількість творів Толкієна, використовуючи теми, знайдені у «Володарі перснів».
Твори Толкіна також допомогли фентезі-літературі досягти нового рівня загального визнання критиків. Численні опитування щодо визначення найкращої книги століття показали, що «Володар перснів» був обраний дуже різними групами.
Хоча побудова оригінальних фантастичних світів із детальною історією, географією та політичними пейзажами була частиною жанру з часів Френка Баума, вплив Толкіна значно популяризував цю ідею. Це призвело до подальшого занепаду таких пристроїв, як рамки для снів, щоб пояснити фантастичність обстановки. Це випливало не лише з його прикладу, але й з його літературної критики; його «Про казкові історії», в якому він назвав такі ситуації «вторинними світами», був формальним твором критики фентезі.
Вплив його книг у поєднанні з успіхом кількох інших серій, таких як «Хроніки Нарнії» К. С. Льюїса, серія «Горменгаст» Мервіна Піка та «Земномор'я» Урсули Ле Гуїн, допоміг закріпити популярність жанру та породив сучасна хвиля фантастичної літератури.

### Посттолкінівський період
З надзвичайним успіхом творів Толкіна видавці почали шукати нову серію, схожу на масовий ринок. Фантастичні романи стали замінювати художні журнали як серце жанру.
Лін Картер редагувала серію Ballantine Adult Fantasy, коли Ballantine переслідувала ринок фентезі; вона була так названа, щоб запобігти її реєстрації як дитячої літератури. Лінія містила переважно перевидання, але вводила й деякі нові фантастичні твори. Передруковані автори включали Вільяма Морріса, лорда Дансейні та Джорджа Макдональда; новіші автори включали «Луд-в-тумані» Гоуп Міррліс, книги «Кай Лунг» Ернеста Брами та «Острів могутніх» Еванджелін Волтон, успіх яких призвів до публікації трьох інших романів, які вона написала в цій серії, і до чіткого штамму кельтського фентезі в пізнішому фентезі. Ще одним твором із цієї серії, який мав вплив на піджанр кельтського фентезі, був «Повстання Деріні» Кетрін Курц.
Хоча багато фентезійних романів того часу виявилися популярними, лише в 1977 році «Меч Шаннари» видавці досягли проривного успіху, на який вони сподівалися. Книга стала першим фентезійним романом, який з'явився, і згодом очолила список бестселерів New York Times. У результаті цього жанру спостерігався бум кількості опублікованих назв. Фентезійні романи кінця 1970-х і 1980-х років включали Стівена Р. Дональдсона Прокляття лорда Фоула (1977), перший у Хроніках Томаса Ковенанта, Джона Кроулі Малий Великий (1981), Раймонд Файст «Чарівник» (1982), «Ліс Міфаго» Роберта Голдстока (1984) і серіал «Хроніка Чорного загону» Ґлена Кука.
На початку 1980-х ринок фентезі був набагато більшим, ніж у майже всіх авторів наукової фантастики. Тривала серія легких фентезі Пірса Ентоні (Ксанф) і Террі Пратчетта (Дискосвіт) регулярно потрапляє в списки бестселерів, починаючи з 1980-х років. Серед відомих книжок 1990-х років — популярний серіал Роберта Джордана «Колесо часу», серіал «Пам'ять», «Скорбота і колючка» Теда Вільямса та «Пісня льоду та полум'я» Джорджа Мартіна (основа американського фантастичного драматичного телесеріалу «Гра престолів»). «Пісня льоду й полум'я» вважається новаторським твором, який проклав шлях до нового виду фентезі, яке називається «ґрімдарк», яке було менш ідеалістичним і більш жорстоким за своєю природою. З романами Дж. К. Роулін про «Гаррі Поттера», які стали бестселером книг усіх часів, фентезі все більше переплітається з основною фантастикою; цьому процесу сприяла міжнародна популярність інших творів, таких як «Цикл спадкування» Крістофера Паоліні, «Учень рейнджера» Джона Фленагана, «Архів грозового світла» Брендона Сандерсона та «Його темні матеріали» Філіпа Пулмана. Успіх великих кіноадаптацій, таких як «Володар перснів», «Гаррі Поттер» і серія фільмів «Хроніки Нарнії», сприяв розвитку цієї тенденції.
Починаючи з 1990-х років цей жанр відзначається зростанням міського фентезі, орієнтованого на жінок, яке дуже відрізняється від творів Толкіна, про що свідчить популярність романів Лорелл Гемілтон про Аніту Блейк і книг Шарлейн Гарріс «Таємниці південного вампіра».